# Mandhira de Saram
Mandhira de Saram (* 3. September 1984 in London) ist eine britische Geigerin und Komponistin, die als Solistin und Kammermusikerin und Orchestergeigerin vor allem im Bereich der Klassik und der Neuen Improvisationsmusik auftritt.

## Leben und Wirken
De Saram stammt aus einer Musikerfamilie; ihr Vater ist der Pianist Druvi de Saram, ihr Onkel der Cellist Rohan de Saram. Sie wuchs zunächst in Sri Lanka auf, wo sie als Kind bereits mit vier Jahren klassischen Unterricht auf dem Klavier und mit fünf Jahren zugleich auf der Geige erhielt. Dann erhielt sie ein Musikstipendium an der North London Collegiate School, wo sie ihre Sekundarschulausbildung absolvierte. Sie war auch Leverhulme-Stipendiatin an der Junior Royal Academy of Music, wo sie sowohl als Geigerin als auch als Pianistin ausgebildet wurde und Kurse in Komposition und Dirigieren besuchte. Zu ihren Geigenlehrern gehörten Igor Petrushevski, Howard Davis und Levon Chilingirian. Dann absolvierte sie 2008 einen Masterstudiengang an der University of Oxford mit Auszeichnung; sie erhielt einen Ersten Platz in Musikinterpretation sowie den Worcester College Arts Prize für das beste Ergebnis in einem Kunstfach.
De Saram ist Gründungsmitglied und Leiterin des Ligeti Quartet, das als Streichquartett in der zeitgenössischen Musikszene tätig ist. Mark Bowler komponierte für dieses Ensemble sein Quartet for Strings, das 2017 als Album veröffentlicht wurde. Mit dem Ligeti Quartet führte sie weiterhin Werke von Ruth Crawford Seeger, Witold Lutosławski, Steve Reich, Sofia Gubaidulina, Gloria Coates, Raymond Warren, Cornelius Cardew und Cliff Kerr auf. Das Quartett arbeitete zudem mit Wadada Leo Smith, Christian Mason, Shabaka Hutchings, Laura Jurd (Landing Ground, Stepping Back, Jumping In), Kerry Andrew, Sean Noonan, Benjamin Tassie (Victoria 2019) oder Xenia Pestova und spielte nach einer Tournee durch China in Hongkong mit dem DJ Choi Sai Ho und dem japanischen Klangkünstler mamoru.
Internationale Solo- und Kammermusiktourneen führten de Saram durch Europa sowie die USA, Indien, China und ihr Herkunftsland Sri Lanka. Ihr Repertoire ist vielfältig und umfasst sowohl klassische Standardwerke als auch freie Improvisationen und neue Werke, die oft in Zusammenarbeit mit zeitgenössischen Komponisten wie Robert Saxton oder Nirmali Fenn entstanden sind. Sie tritt regelmäßig im Duo mit Steve Beresford auf. Mit dem Pianisten Benoît Delbecq legte sie 2018 das Duo-Album Spinneret auf Confront vor. Auch ist sie auf Alben mit Alex Wards Item 10, Neil Cowley, Maggie Nicols, Ed Sheeran und Laura Jurd zu hören.